# 招遠県 (徐州市)
招遠県（しょうえん-けん）は中華人民共和国江蘇省にかつて存在した県。現在の新沂市及び一帯に相当する。
南北朝時代、梁により設置された。北周により廃止されている。